# Sint-Pieterskerk (Sint-Pietersbroek)
De Sint-Pieterskerk (ook: Sint-Petrus'-Bandenkerk, Frans: Église Saint-Pierre) is de parochiekerk van de gemeente Sint-Pietersbroek in het Franse Noorderdepartement.
Deze kerk bezit een 15e eeuws gotisch koor. Verdere delen van de kerk zijn van jongere datum. In de kerk bevindt zich een schrijn waarin zich de "Ketenen van Sint-Petrus" bevinden. Ook bevat de kerk een zevental historische grafstenen waarvan de oudste uit de 14e eeuw stamt.